# CD31
CD31（cluster of differentiation 31）またはPECAM-1（platelet endothelial cell adhesion molecule 1）は、ヒトでは染色体17q23.3領域に位置するPECAM1遺伝子によってコードされているタンパク質である。

## 構造
PECAM-1は高度な糖鎖修飾を受けた、約130 kDaのタンパク質である。このタンパク質のアミノ酸配列は1990年に分子クローニングによって決定され、574アミノ酸からなるN末端細胞外ドメイン、19アミノ酸からなる膜貫通ドメイン、118アミノ酸からなるC末端の細胞質ドメインからなることが明らかにされた。N末端ドメインには6個のIg様ドメインが含まれている。

### 相互作用
PECAM-1は細胞間接着タンパク質であり、他のPECAM-1分子とのホモフィリック（同種親和性）相互作用、もしくはPECAM-1以外の分子とのヘテロフィリック（異種親和性）相互作用を行う。PECAM-1分子間のホモフィリック相互作用は細胞外のIg様ドメイン1とIg様ドメイン2との間の逆平行相互作用によって媒介されている。こうした相互作用はPECAM-1の発現レベルによって調節されている。すなわちホモフィリック相互作用はPECAM-1の表面発現が高いときにのみ生じ、低い場合にはヘテロフィリック相互作用が生じる。

## 組織分布
通常、CD31は内皮細胞、血小板、マクロファージ、クッパー細胞、顆粒球、T細胞、B細胞、NK細胞、巨核球、破骨細胞上に存在する。

### 免疫組織化学

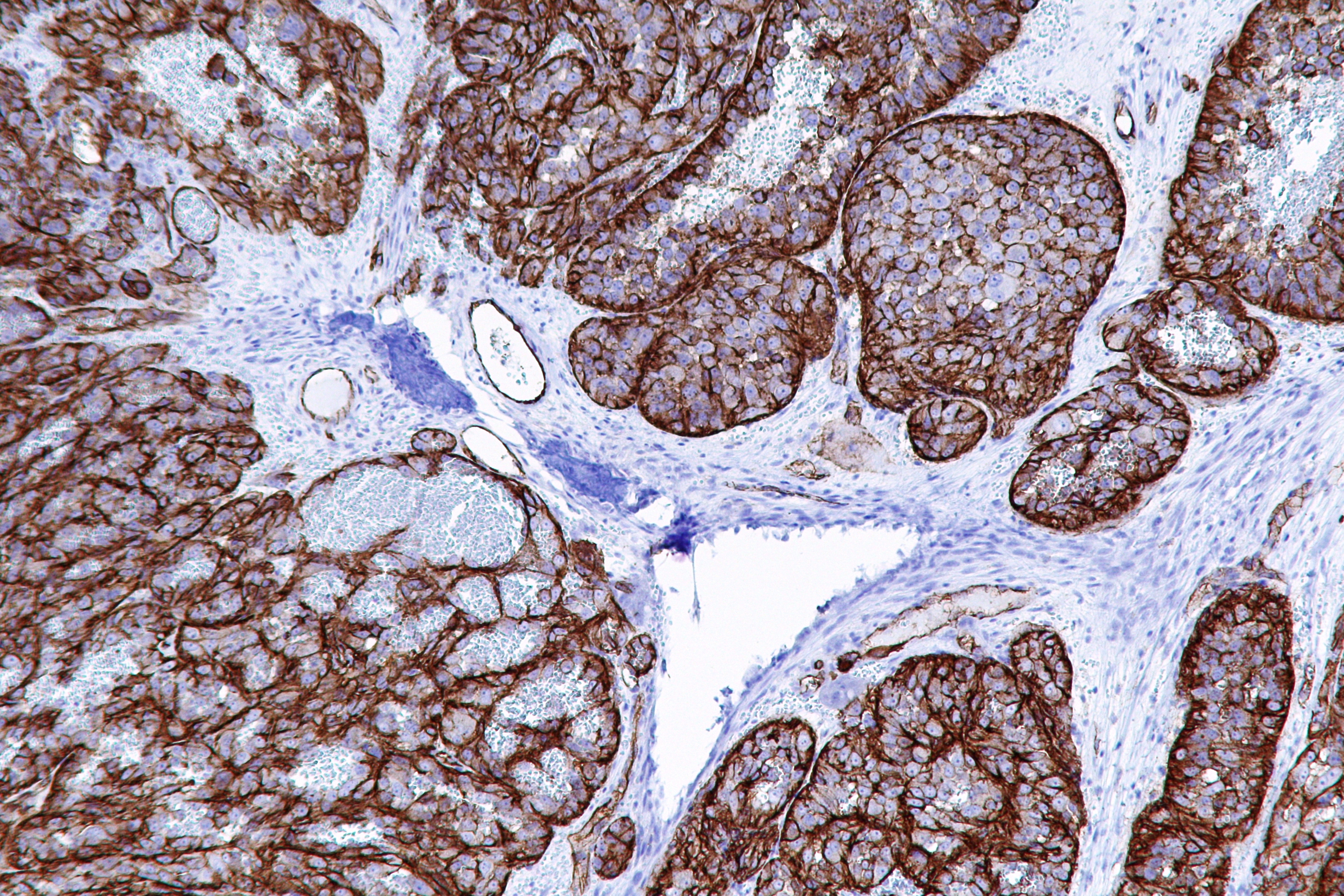
CD31に対して免疫染色（暗褐色）を行った脈管肉腫の顕微鏡画像

免疫組織化学的には、CD31は主に組織切片中の内皮細胞を可視化するために利用される。この染色は腫瘍の血管新生の程度の評価に有用であり、急速に成長している腫瘍であることを指標となる。また、悪性内皮細胞も一般的にこの抗原を保持しているため、CD31に対する免疫染色は血管腫や脈管肉腫を示すためにも利用される。小リンパ球性リンパ腫やリンパ芽球性リンパ腫を示すためにも利用されるが、これらの疾患に対してはより特異性の高いマーカーが存在する。

## 機能
PECAM-1は血小板、単球、好中球、いくつかの種類のT細胞上に存在しており、また内皮細胞の細胞間結合の大きな部分を構成している。PECAM-1は免疫グロブリンスーパーファミリーの一員であり、白血球の血管外遊出、血管新生、インテグリンの活性化に関与している可能性が高い。内皮細胞上のCD31はNK細胞上のCD38に結合することで、これらの細胞は内皮への接着を行う。

### シグナル伝達における役割
PECAM-1は細胞シグナル伝達に関与している。PECAM-1の細胞質ドメインには、リン酸化に適したセリン残基とチロシン残基が存在する。チロシンのリン酸化後にはPECAM-1はSH2ドメインを含有するシグナル伝達タンパク質をリクルートし、これらのタンパク質はシグナル伝達経路を開始する。こうしたタンパク質の中でも、PECAM-1の細胞質ドメインと相互作用することが最も広く報告されているSH2ドメイン含有タンパク質がプロテインチロシンホスファターゼのSHP2である。PECAM-1を介したシグナル伝達は、好中球、単球や白血球の活性化をもたらす。

### 白血球の血管外遊出
PECAM-1は、単球や好中球、NK細胞、Vδ1+ γδ T細胞、CD34+ 造血前駆細胞が内皮細胞間を通過して遊出する過程に関与している。さらに、PECAM-1はrecent thymic emigrants（RTE、胸腺から血中へ移行して間もないT細胞）が二次リンパ器官へ移行する過程にも関与している。白血球の遊出はホモフィリック相互作用の形成によって説明される。移行中の白血球は表面にPECAM-1を発現しており、内皮細胞表面のPECAM-1と反応する。

### 血管新生
PECAM-1は血管新生にも重要であり、細胞間接着を媒介することで新血管の形成を可能にする。

## 疾患における役割

### がん
PECAM-1は、血管腫、脈管肉腫、カポジ肉腫、乳がん、膠芽腫、結腸がん、皮膚がんなど多くの固形腫瘍やその他の腫瘍細胞株で発現している。こうした腫瘍細胞の表面では、PECAM-1は内皮細胞への接着を媒介している。PECAM-1は新たな内皮細胞チューブを形成することで腫瘍の成長を調節する。マウスでは、この過程は抗PECAM-1抗体によって阻害できることが示されている。
また、胃がんの高齢患者では血清中に高濃度のPECAM-1がみられることが明らかにされている。このことは、PECAM-1の血清中濃度の予後マーカーとしての可能性を示唆している。 

### アテローム性動脈硬化
マウスでは、PECAM-1の阻害によってアテローム性病変が減少することが示されている。このことは、PECAM-1がアテローム性動脈硬化に関与していることを示唆している。PECAM-1がどのように寄与しているのか、その正確な機構は不明であるものの、PECAM-1が機械刺激応答性分子として作用している、PECAM-1を介した白血球の浸潤が病因となっている、といったいくつかの仮説が提唱されている。また、PECAM1遺伝子の多型とアテローム性動脈硬化の発生との関連を示す証拠も得られている。

### 播種性血管内凝固症候群
敗血症の致死的合併症である播種性血管内凝固症候群（DIC）は、広範囲にわたる微小血管の血栓症と透過性の増大が主要な特徴である。DICを発症した敗血症患者では血清中のPECAM-1が高濃度であることから、PECAM-1が診断のための良いマーカーとなる可能性がある。PECAM-1はマクロファージのパイロトーシスを阻害することでDICから保護する役割を果たしている。

### 神経炎症
PECAM-1は、少なくとも多発性硬化症と脳虚血の2つの神経疾患に寄与している。多発性硬化症の最初期の徴候は、血液脳関門の欠陥とPECAM-1などの接着分子を介した白血球の遊走である。さらに、多発性硬化症の患者の単球は高レベルのPECAM-1を発現している。また、白血球の蓄積は脳虚血の原因となる。白血球は脳の柔組織へ浸潤し、酸素ラジカルなどの有害化合物を放出する。白血球と血管内皮との間の相互作用はPECAM-1によって媒介されている。どちらの疾患も可溶性PECAM-1の高値が診断に利用される場合がある。多発性硬化症患者ではPECAM-1濃度の上昇は血液脳関門の損傷を示しており、脳虚血患者ではPECAM-1の高値は発作の短期的予測に利用される。

## 関連文献
- “The unfolding tale of PECAM-1”. FEBS Letters 540 (1–3):  7–14. (April 2003). doi:10.1016/S0014-5793(03)00224-2. PMID 12681475.
- “Signal transduction pathways mediated by PECAM-1: new roles for an old molecule in platelet and vascular cell biology”. Arteriosclerosis, Thrombosis, and Vascular Biology 23 (6):  953–964. (June 2003). doi:10.1161/01.ATV.0000071347.69358.D9. PMID 12689916.
- “PECAM-1: old friend, new partners”. Current Opinion in Cell Biology 15 (5):  515–524. (October 2003). doi:10.1016/S0955-0674(03)00100-5. PMID 14519385.
- “Regulation of B cell activation by PECAM-1: implications for the development of autoimmune disorders”. Current Pharmaceutical Design 10 (2):  155–161. (2004). doi:10.2174/1381612043453504. PMID 14754395.
- “PECAM-1, a key player in neuroinflammation”. European Journal of Neurology 13 (12):  1284–1290. (December 2006). doi:10.1111/j.1468-1331.2006.01640.x. PMID 17116209.
- “Molecular characterization and functional analysis of the leukocyte surface protein CD31”. Journal of Immunology 145 (11):  3889–3897. (December 1990). doi:10.4049/jimmunol.145.11.3889. PMID 1700999.
- “Molecular and cellular properties of PECAM-1 (endoCAM/CD31): a novel vascular cell-cell adhesion molecule”. The Journal of Cell Biology 114 (5):  1059–1068. (September 1991). doi:10.1083/jcb.114.5.1059. PMC 2289123. PMID 1874786.
- “Molecular cloning of CD31, a putative intercellular adhesion molecule closely related to carcinoembryonic antigen”. The Journal of Experimental Medicine 171 (6):  2147–2152. (June 1990). doi:10.1084/jem.171.6.2147. PMC 2187965. PMID 2351935.
- “Organization of the gene for human platelet/endothelial cell adhesion molecule-1 shows alternatively spliced isoforms and a functionally complex cytoplasmic domain”. Blood 84 (12):  4028–4037. (December 1994). doi:10.1182/blood.V84.12.4028.bloodjournal84124028. PMID 7994021.
- “Identification of PECAM-1 in solid tumor cells and its potential involvement in tumor cell adhesion to endothelium”. The Journal of Biological Chemistry 268 (30):  22883–22894. (October 1993). doi:10.1016/S0021-9258(18)41609-2. PMID 8226797.
- “Polymorphism of adhesion molecule CD31 and its role in acute graft-versus-host disease”. The New England Journal of Medicine 334 (5):  286–291. (February 1996). doi:10.1056/NEJM199602013340502. PMID 8532023.
- “Integrin engagement mediates tyrosine dephosphorylation on platelet-endothelial cell adhesion molecule 1”. Proceedings of the National Academy of Sciences of the United States of America 93 (21):  11808–11813. (October 1996). Bibcode: 1996PNAS...9311808L. doi:10.1073/pnas.93.21.11808. PMC 38140. PMID 8876219.
- “Cloning of the human platelet endothelial cell adhesion molecule-1 promoter and its tissue-specific expression. Structural and functional characterization”. Journal of Immunology 157 (12):  5411–5421. (December 1996). doi:10.4049/jimmunol.157.12.5411. PMID 8955189.
- “The protein-tyrosine phosphatase SHP-2 binds platelet/endothelial cell adhesion molecule-1 (PECAM-1) and forms a distinct signaling complex during platelet aggregation. Evidence for a mechanistic link between PECAM-1- and integrin-mediated cellular signaling”. The Journal of Biological Chemistry 272 (11):  6986–6993. (March 1997). doi:10.1074/jbc.272.11.6986. PMID 9054388.
- “Tyrosine residue in exon 14 of the cytoplasmic domain of platelet endothelial cell adhesion molecule-1 (PECAM-1/CD31) regulates ligand binding specificity”. The Journal of Cell Biology 138 (6):  1425–1435. (September 1997). doi:10.1083/jcb.138.6.1425. PMC 2132561. PMID 9298995.
- “Human CD38 (ADP-ribosyl cyclase) is a counter-receptor of CD31, an Ig superfamily member”. Journal of Immunology 160 (1):  395–402. (January 1998). doi:10.4049/jimmunol.160.1.395. PMID 9551996.
- “Platelet-endothelial cell adhesion molecule-1 is expressed by a subpopulation of human trophoblasts: a possible mechanism for trophoblast-endothelial interaction during haemochorial placentation”. Molecular Human Reproduction 4 (4):  357–367. (April 1998). doi:10.1093/molehr/4.4.357. PMID 9620836.
- “Regulation of mouse PECAM-1 tyrosine phosphorylation by the Src and Csk families of protein-tyrosine kinases”. The Journal of Biological Chemistry 273 (25):  15765–15772. (June 1998). doi:10.1074/jbc.273.25.15765. PMID 9624175.
- “Ig gene-like molecule CD31 plays a nonredundant role in the regulation of T-cell immunity and tolerance”. Proceedings of the National Academy of Sciences of the United States of America 107 (45):  19461–19466. (November 2010). Bibcode: 2010PNAS..10719461M. doi:10.1073/pnas.1011748107. PMC 2984185. PMID 20978210.